# Garra de Arquimedes

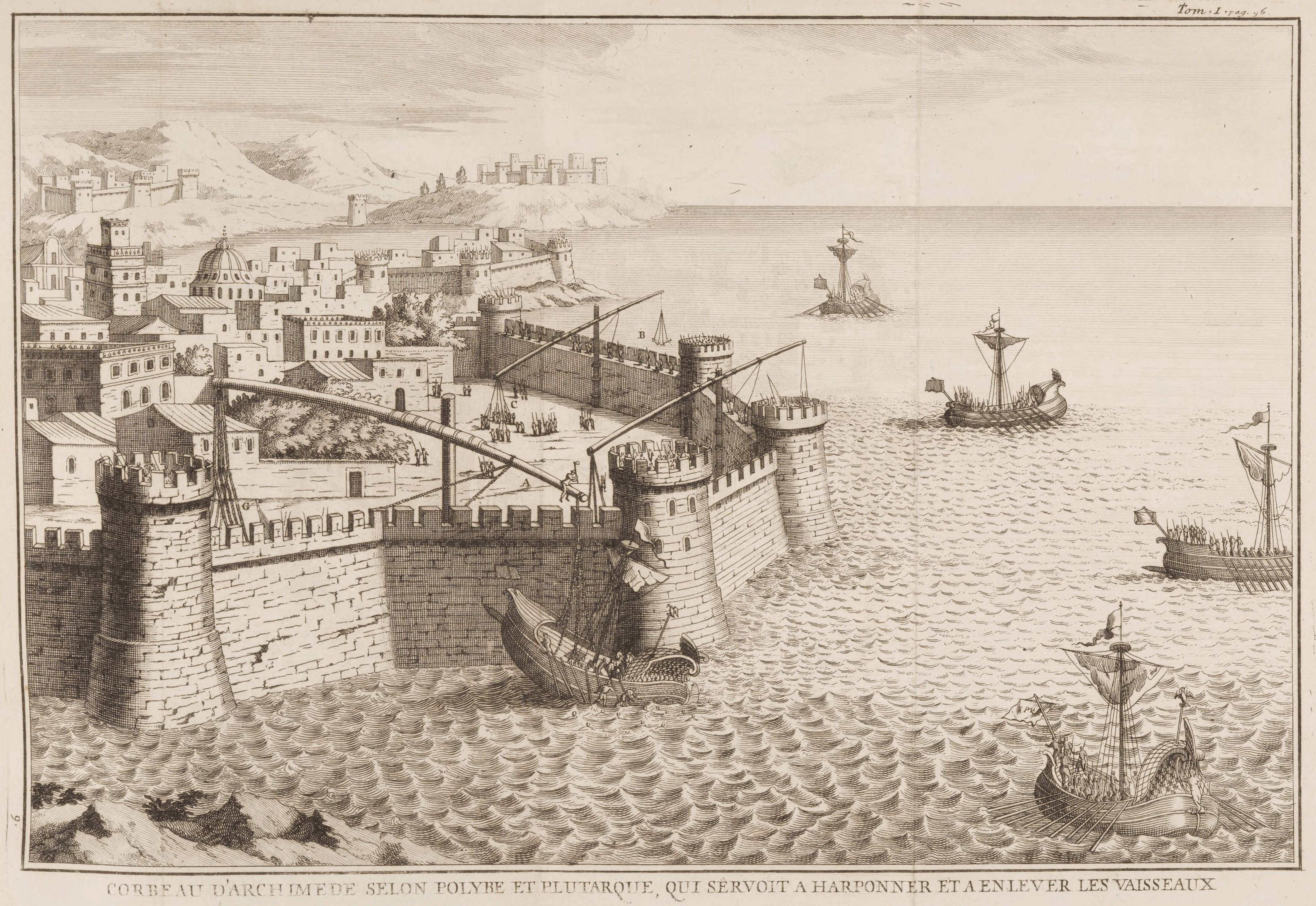
A Garra de Arquimedes

A garra de Arquimedes talvez tenha sido uma arma de cerco projetada por Arquimedes para defender a cidade de Siracusa. Embora não seja claro qual seria sua forma exata, os relatos dos historiadores antigos parecem descrevê-la como algum tipo de guindaste equipado com um gancho de metal que era capaz de elevar os navios atacantes parcialmente para cima da água, para logo deixá-los cair.